# Нюксенская волость
Ню́ксенская во́лость — волость в составе Великоустюжского уезда Северо-Двинской губернии РСФСР (в 1918—1924 годах), Вологодской губернии (1797—1918). Волостной центр — Нюксеница (Нюксенца).
В настоящее время территория волости относится к Нюксенскому району.

## Состав волости
На 1893 год входила в I стан Вологодской губернии.
По данным на 1913 год входили 30 населённых пунктов
- Березова (ныне — Березово)
- Березовая Слободка
- Заболотье
- Заборье
- Задняя
- Звегливец
- Ивановское (ныне — Ивановская)
- Климова (ранее — Климовский выселок, ныне — Климово)
- Кокшинская
- Королевская
- Кривошеина (ныне — Кривошеино)
- Крысиха
- Кузнецовская
- Кузовская
- Ларинская
- Лесютинское
- Максимовская
- Мальчевская
- Мартыновская
- Наквасина (ныне — Наквасино)
- Норова (ныне — Норово)
- Нюксеница (Нюксенца) — волостной центр
- Осинова
- Парыгина (ныне — Парыгино)
- Подборская
- Пожарище
- Семеновская Гора
- Устье-Городищенское
- Чурилова (ныне — Чурилово)
- Шугинская